# Thin Lizzy
Thin Lizzy ist eine irische Rockband. Ihr Werdegang ist eng mit dem Leben von Philip Lynott verbunden, dem Gründer, langjährigen Komponisten, Bassisten und Sänger der Band.

## Geschichte

### Die ersten Jahre
Im Dezember 1969 wurde die Band, hervorgehend aus dem Dubliner Duo Orphanage der Schulfreunde Phil Lynott und Brian Downey sowie der Coverband Shades of Blue des Belfaster Gitarristen Eric Bell, gegründet. In dieser Besetzung hatte Thin Lizzy ihre ersten Auftritte in Irland. Anfang 1970 wurde Decca Records, die zuvor schon Van Morrisons Band Them, in der Bell mitgewirkt hatte, unter Vertrag hatte, auf die Band aufmerksam. Thin Lizzy unterschrieben und zogen nach London. Im Januar 1971 spielten sie ihre erste LP Thin Lizzy ein, die im Frühjahr veröffentlicht wurde. Im Juni 1971 erschien eine EP, die später als „New Day“-EP bezeichnet wurde. Vielfältige musikalische Einflüsse der drei Komponisten ergaben eine Mischung aus irischer Folklore, Blues, Rhythm and Blues, Pop, Rock und Hardrock. Die zweite LP Shades of a Blue Orphanage von 1972 blieb wie die Vorgänger kommerziell weitgehend erfolglos, brachte ihnen aber eine Tournee im Vorprogramm von Slade ein.
Durch das eher beiläufig aufgenommene und Ende des Jahres 1972 von Decca als Single veröffentlichte Whiskey in the Jar, eine Version eines bekannten irischen Volksliedes, gewann die Band erstmals größere Aufmerksamkeit. Der Song erreichte Anfang 1973 in der britischen Hitparade den sechsten Platz und war auch in anderen Ländern erfolgreich. Die Folgesingle Randolph’s Tango war erfolglos, und auch die dritte LP Vagabonds of the Western World im Spätsommer des Jahres 1973 wurde nur mäßig verkauft. Obwohl auf dem Album textlich die Bezüge zu Irland und Mystik erhalten blieben, betonte die Band nun immer stärker den Hardrock, und die folkloristischen Anteile ihrer Anfangszeit gerieten zunehmend in den Hintergrund. Erwähnenswert ist an dieser Platte außerdem das stilprägende psychedelische Cover des irischen Malers Jim Fitzpatrick, der insgesamt sechs LP-Cover der Band gestaltete.

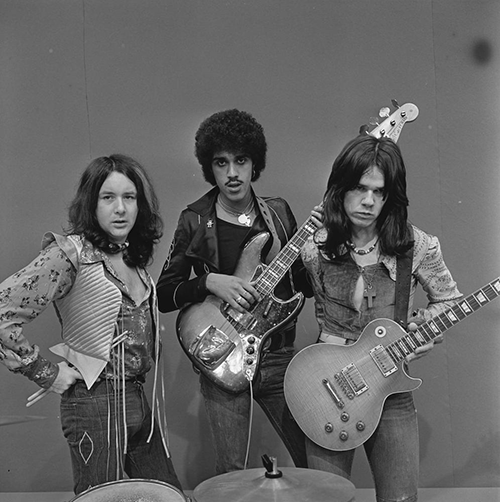
Thin Lizzy mit Gary Moore am Set einer Musikshow, 1974

Ende des Jahres folgte als letzte Veröffentlichung mit Eric Bell an der Gitarre die Single The Rocker. Der Gitarrist verließ wegen der kommerziellen Neuorientierung und aufgrund von Alkoholproblemen die Band am 31. Dezember 1973 nach einem Konzert. Er wurde am folgenden Tag durch Gary Moore ersetzt, der zusammen mit Phil Lynott 1969 der Dubliner Band Skid Row angehört hatte. Nach der Single Little Darling von 1974 und während der Aufnahmen zum Album Nightlife verließ Moore im Mai die Band wegen interner Differenzen. Er wurde noch im selben Jahr durch Brian Robertson aus Glasgow und Scott Gorham aus Kalifornien ersetzt, die – mit Ausnahme des Songs Still in Love with You – die Gitarrenspuren von Gary Moore neu einspielten. Aus der Zeit des zweiten Trios der Bandgeschichte waren daher für lange Zeit neben Still in Love with You nur die auf diversen Samplern enthaltenen Songs Sitamoia und Little Darling erhalten. Erst mit der Wiederveröffentlichung des Albums Vagabonds of the Western World 2010 und des Albums Night Life 2012 gelangten weitere Songs aus dem Jahr 1974 mit Moore an das Licht der Öffentlichkeit. Thin Lizzy trennte sich im selben Jahr einvernehmlich von Decca, die mittlerweile das Interesse an der Band verloren hatte, und wechselte zu Vertigo Records.

### Klassische Zeit
In der neuen Besetzung erlebte Thin Lizzy bis 1978 ihre erfolgreichste Zeit. Das Album Nightlife von 1974 fiel zwar insgesamt noch sehr ruhig und Soul-lastig aus, enthielt mit It’s Only Money und Sha-La-La aber auch schon den typischen Hardrock mit zwei Leadgitarren, der in den folgenden Jahren dann zum Markenzeichen der Band werden sollte. Trotzdem blieben gelegentliche Ausflüge in die irische Folklore erhalten. Textlich setzte sich Lynott nun immer öfter mit Männlichkeits- und Halbweltthemen auseinander und auf Nightlife trat zudem ein gespaltenes Verhältnis zur katholischen Tradition seiner Heimat zu Tage. Auch in Texten von weiteren Platten befasste er sich mit zwiespältigen Gefühlen und Glaubensfragen. 1975 veröffentlichte Thin Lizzy das Album Fighting, das deutlich härter als die bisherigen Scheiben war und auf dessen Cover die Bandmitglieder als Straßenkämpfer posierten.

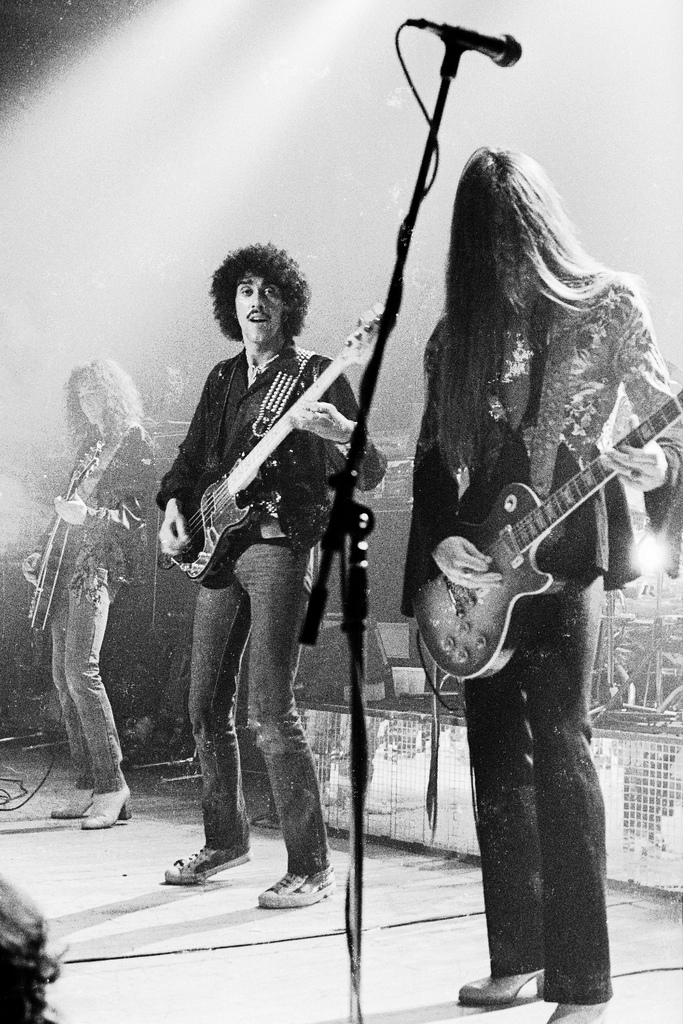
Thin Lizzy in Bradford, 1977

1976 erschien mit dem Album Jailbreak und den daraus ausgekoppelten Singles The Boys Are Back in Town und Jailbreak die bis dahin erfolgreichste Produktion von Thin Lizzy, was den Bekanntheitsgrad der Gruppe erheblich vergrößerte. Weltweit gefeierte Konzerte waren die Folge. Ein Zeugnis ihres Schaffens als Liveband zu dieser Zeit ist die Platte Live and Dangerous. Noch im selben Jahr wie Jailbreak erschien die LP Johnny the Fox. Während der Tournee durch die USA im Jahr 1977 verletzte sich Brian Robertson an der Hand, was zur Folge hatte, dass er von Januar bis März nicht Gitarre spielen konnte. In dieser Zeit wurde er durch den Rückkehrer Gary Moore ersetzt, der aber noch nicht offizielles Bandmitglied wurde, obwohl Phil Lynott den unzuverlässigen Robertson gerne durch Moore ersetzt hätte, der aber andere Verpflichtungen hatte. Auf der 1977er LP Bad Reputation wurden neben dem gewohnten Hardrock auch Einflüsse des Punk und der Discomusik verarbeitet. Die meisten Gitarrenspuren auf dem Album wurden von Scott Gorham eingespielt. Erst kurz vor Abschluss der Aufnahmen zu Bad Reputation kam Brian Robertson wieder zur Band.
Ende 1977 arbeitete Gary Moore erneut mit Phil Lynott und Brian Downey zusammen. Als Trio spielten sie überarbeitete Versionen von Songs aus der Zeit von 1970 bis 1974 unter Verwendung der Originalaufnahmen mit Eric Bell ein, die 1979 unter dem Albumtitel The Continuing Saga of the Ageing Orphans veröffentlicht und z. T. auf den remasterten Ausgaben der ersten drei Alben 2010 wiederveröffentlicht wurden. Bei zwei Songs gastierte Midge Ure, ein Freund Phil Lynotts, an der Gitarre. 1978 wurde Gary Moore für den nun definitiv entlassenen Robertson festes Bandmitglied. Im selben Jahr wurde Schlagzeuger Brian Downey wegen gesundheitlicher Probleme vorübergehend durch Mark Nauseef ersetzt.
In dieser Besetzung begannen noch im selben Jahr die Aufnahmen zum nächsten Album Black Rose. Während der Aufnahmen stieß auch Downey wieder zur Band und spielte alle Songs mit ein. Black Rose enthielt, insbesondere im epischen Titeltrack, deutliche irisch-traditionelle Einflüsse. Im Übrigen wartete das Album mit einigen der größten Hits von Thin Lizzy auf: Do Anything You Want To, Sarah, With Love und Waiting for an Alibi. Nebenher spielten Phil Lynott und Brian Downey 1978 auch mit Gary Moore mehrere aus den Black-Rose-Sessions hervorgegangene Songs von Moores Soloalbum Back on the Streets ein, darunter den von Lynott und Moore geschriebenen Hit Parisienne Walkways und den in langsamerer Version gespielten Thin-Lizzy-Klassiker Don’t Believe a Word. Back on the Streets kann daher als Thin-Lizzy-Album angesehen werden. Nachdem die drei 1979 noch den von Lynott und Moore geschriebenen Song Spanish Guitar und den Lynott-Titel Jamaican Rum eingespielt hatten, verließ Gary Moore während der US-Tournee von Thin Lizzy im Juli 1979 die Band. Nachdem Thin Lizzy vier Konzerte als Trio gegeben hatte, wurde kurzfristig Midge Ure als Ersatz für Moore neben Scott Gorham für den Rest der Tournee rekrutiert. Schon bei der anschließenden Japan-Tournee spielte Ure nur noch die Keyboards, während an seiner Stelle Dave Flett (u. a. Manfred Mann’s Earth Band) zweiter Gitarrist, aber ebenfalls kein festes Bandmitglied, wurde.

### Die Spätphase
1980 wurde Snowy White, der zuvor als Tourmusiker für Pink Floyd aktiv gewesen war, als Nachfolger für Gary Moore engagiert. Phil Lynott brachte im selben Jahr sein Soloalbum Solo in Soho heraus. Mit Snowy White nahmen Thin Lizzy 1980 das Album Chinatown mit der Hitsingle Killer on the Loose und 1981 Renegade auf. Durch White enthielt die Musik der Band mehr Elemente des Blues. Auf der Single Trouble Boys/Memory Pain befinden sich sogar zwei gecoverte Bluesklassiker, deren Auswahl auf die Vorliebe Whites für den Blues zurückzuführen sein dürfte.

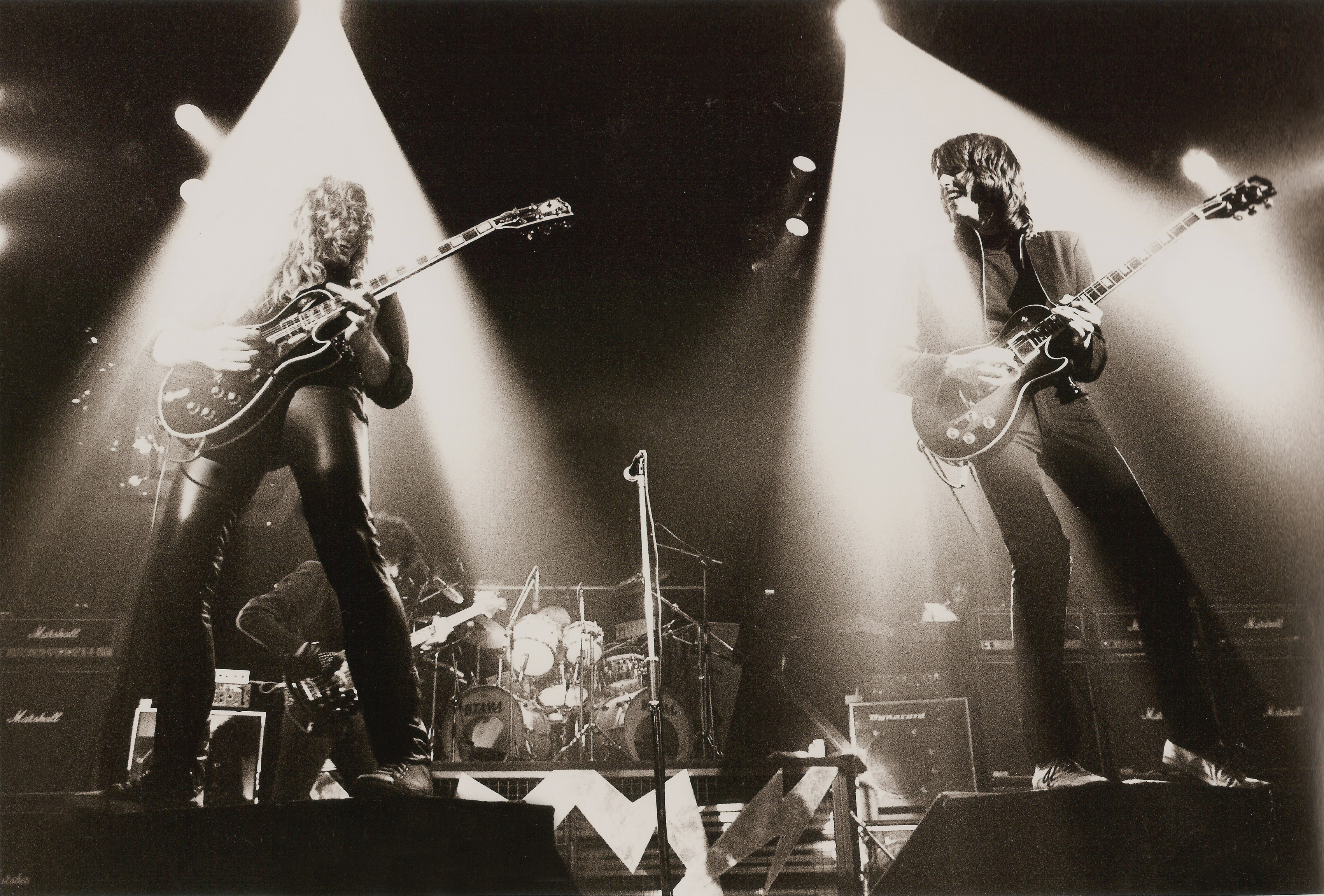
Thin Lizzy im Manchester Apollo, 1983

Im Anschluss an die Renegade-Tour 1982 verließ White die Band und wurde durch John Sykes ersetzt, der vorher bei den Tygers of Pan Tang gespielt hatte. Außerdem kam 1982 Lynotts zweites Soloalbum The Philip Lynott Album heraus, welches schlechte Kritiken bekam. Nebenbei unterstützte Lynott U2 in ihrer Anfangsphase. 1983 wurde das wohl härteste Album der Bandgeschichte Thunder and Lightning veröffentlicht. John Sykes brachte starke Heavy-Metal-Einflüsse in die Musik ein. Zugleich enthielt das Album auch erstmals in erheblichem Umfang Keyboards, die vom vorherigen Tour-Keyboarder Darren Wharton, schon seit Renegade festes Mitglied, eingespielt wurden. Einen kleinen Hit erzielte die Band mit der Single The Sun Goes Down. Das Album verkaufte sich trotz der vielen Personalwechsel gut.
1983 löste Phil Lynott die Band nach einer ausgiebigen Abschiedstournee und einem großen Abschiedskonzert in London mit den früheren Gitarristen Eric Bell, Gary Moore und Brian Robertson als Gastmusikern auf. Der Auftritt wurde auf dem Album Life:Live festgehalten. Der vorerst letzte Auftritt der Band fand am 4. September 1983 in Nürnberg statt.
Wenig später gründete Phil Lynott die Band Grand Slam, mit der er unter anderem die Songs Dedication und Military Man schrieb. Nach einer kurzen Tour zerfiel die Gruppe aber wieder. 1985 veröffentlichte Lynott außerdem mit Gary Moore als „Gary Moore & Phil Lynott“ die Single Out in the Fields/Military Man mit der von ihm co-komponierten B-Seite, welche bis auf den fünften Platz der britischen Charts gelangte. Seine eigene Single Nineteen war weniger erfolgreich. Im selben Jahr versuchte Lynott, Thin Lizzy mit Downey am Schlagzeug sowie Gorham und Sykes an den Gitarren wiederzubeleben. Für Januar 1986 war dazu sogar schon ein Studio gebucht, doch die Reformierung der Band kam nicht mehr zustande.
Phil Lynott starb am 4. Januar 1986 in Salisbury/Wiltshire an den Folgen seines langjährigen Drogen- und Alkoholmissbrauchs. Am 17. Mai desselben Jahres kam es im Rahmen des irischen Self-Aid-Festivals in Dublin zu einer einmaligen Reunion von Thin Lizzy in der Besetzung Gary Moore, Scott Gorham, Brian Downey, Bob Daisley und – als Gast bei Cowboy Song – Bob Geldof. In das Bewusstsein einer größeren Öffentlichkeit rückte Thin Lizzy erst wieder, als Metallica 1998 Whiskey in the Jar mit einem dazugehörigen Videoclip coverten und damit Erfolg hatten.

### Neuformierung und Black Star Riders

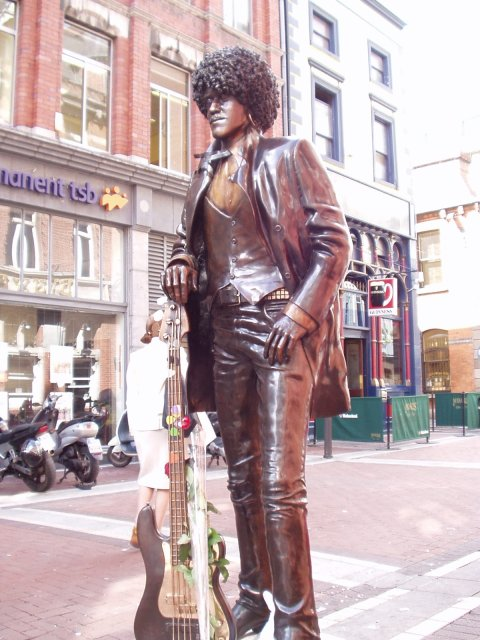
Bronzestatue von Phil Lynott in der Harry Street, Dublin

1999, dreizehn Jahre nach dem Tod von Phil Lynott, kam es zu einem Tribute-Konzert in der Besetzung John Sykes (Gitarre und Gesang), Scott Gorham (Gitarre), Marco Mendoza (Bass), Darren Wharton (Keyboards) und Tommy Aldridge (Schlagzeug). Unter der Führung von John Sykes bestritten er und Scott Gorham bis zum Jahr 2009 mit wechselnden Mitmusikern in loser Folge Konzerte unter dem Namen Thin Lizzy. Von der europäischen Konzertreihe im Jahr 1999 zeugt das 2000 veröffentlichte Livealbum One Night Only.
2005 organisierte Gary Moore zur Enthüllung einer Phil-Lynott-Statue in Dublin ein weiteres Tribute-Konzert zum Gedenken an Phil Lynott. Bei dem Konzert wurden vor allem Thin-Lizzy-Songs aufgeführt. Neben Gary Moore wirkten bei dem Konzert viele ehemalige Thin-Lizzy-Musiker mit. 2007 waren Thin Lizzy die Hauptgruppe des Rock Hard Festival in Gelsenkirchen. Im Jahr 2008 waren sie als Vorgruppe von Uriah Heep auf Tour.
Für 2009 wurden Thin Lizzy als Supportband für die Europatournee von AC/DC gebucht. Kurz vor Beginn der ersten Konzerte verletzte sich aber der Schlagzeuger Tommy Aldridge, wodurch einige Termine abgesagt werden mussten. Am 30. Juni 2009 erklärte Scott Gorham im Internet den Ausstieg von John Sykes.
Nach einer Zeit vorübergehender „Lähmung“ reaktivierte Scott Gorham die Band im Jahr 2010 mit veränderter Besetzung. Mit dabei waren zunächst die früheren Bandmitglieder Brian Downey (Schlagzeug), Darren Wharton (Keyboards) und Marco Mendoza (Bass) sowie die Neulinge Vivian Campbell (Gitarre, Def Leppard) und Ricky Warwick (Gesang, ex-The Almighty). Der erste Auftritt der neuformierten Band fand am 4. Januar 2011, dem 25. Todestag von Phil Lynott, statt und war zugleich der Auftakt einer Tournee. Nachdem Vivian Campbell zu Def Leppard zurückgekehrt war und anschließend Richard Fortus (Guns N’ Roses) ein kurzes Gastspiel bei Thin Lizzy gegeben hatte, wurde Damon Johnson (ex-Alice Cooper) 2011 neuer Gitarrist neben Scott Gorham.
2012 begab sich die Band ins Studio, um an einem neuen Album zu arbeiten. Im Oktober des Jahres wurde dann aber verkündet, dass dieses Album aus Respekt vor Phil Lynott unter dem Bandnamen Black Star Riders veröffentlicht werden sollte, da alle Thin-Lizzy-Werke eng mit Lynott verbunden waren. Es wurden sowohl Konzerte unter dem Namen Black Star Riders als auch als Thin Lizzy angekündigt. Jedoch stiegen Wharton und Downey aus der Band aus, wobei Letzterer durch den Schlagzeuger Jimmy DeGrasso (Y&T, Megadeth, Alice Cooper) ersetzt wurde. Das Album All Hell Breaks Loose erschien am 24. Mai 2013.
Im Januar 2016 wurde Mikkey Dee als neuer Schlagzeuger angekündigt, dieser war bis Dezember 2015 Mitglied der Band Motörhead, die sich aufgrund des Todes von Frontmann Lemmy Kilmister aufgelöst hatte. Micky Dee musste jedoch seine Teilnahme an den Thin-Lizzy-Konzerten 2016 und 2017 absagen, so dass an seiner Stelle Scott Travis von Judas Priest als neuer Schlagzeuger verpflichtet wurde. Im April 2016 verkündete die Band die Verpflichtung des neuen Bassisten Tom Hamilton von Aerosmith.

## Wissenswertes
- Der Name „Thin Lizzy“ entstammt dem britischen Comic-Magazin The Beano, in dem ein weiblicher Roboter mit Namen „Tin Lizzie“ vorkommt, und ist gleichzeitig eine Anspielung auf das erste seriell gebaute Automobil: die Tin Lizzy der Ford Motor Company. Leicht abgewandelt (und in Anspielung auf den irischen Akzent, bei dem „thin“ wie „tin“ ausgesprochen wird) wurde der Name als Bandname übernommen.

- Das markante Logo der Band entstand 1973 aus dem Titelschriftzug des Posters zu „The Rocker“. Lynott war begeistert von dem Bild und als dessen Zeichner Jim Fitzpatrick ihm ein permanentes Logo für die Band vorschlug, wollte er einen Schriftzug im Stil der Buchstaben auf dem Poster.[2] Das fertige Logo wurde dann für die Alben Nightlife (1974) und Fighting (1975) verwendet und war danach vor allem als beleuchtete Bühnenrequisite in Gebrauch. Seinen Weg auf ein Plattencover fand es aber erst wieder im Jahr 1983 mit dem Abschiedsalbum Life:Live.

- Thin Lizzys Songs wurden von zahlreichen Rock- und Metal-Bands gecovert, so etwa von Anthrax, Metallica, Dropkick Murphys, Motörhead, Gamma Ray, Running Wild, Sodom, Skyclad, Celtic Legacy, Glyder, Vader und den Smashing Pumpkins.[3] Zudem war der zweistimmige Lead-Gitarren-Sound von Thin Lizzy auch Vorlage für die Metalband Iron Maiden, der sich auch heute noch in vielen ihrer Songs wiederfindet.

## Besetzungen
Lineups bis zur Auflösung 1983

## Diskografie

### Studioalben
| Jahr | Titel                          | Höchstplatzierung, Gesamtwochen, AuszeichnungChartplatzierungen (Jahr, Titel, Platzierungen, Wochen, Auszeichnungen, Anmerkungen) | Höchstplatzierung, Gesamtwochen, AuszeichnungChartplatzierungen (Jahr, Titel, Platzierungen, Wochen, Auszeichnungen, Anmerkungen) | Anmerkungen                                                      |
| Jahr | Titel                          | UK | US | Anmerkungen                                                      |
| ---- | ------------------------------ | --- | --- | ---------------------------------------------------------------- |
| 1971 | Thin Lizzy                     | — | — | Erstveröffentlichung: 30. April 1971                             |
| 1972 | Shades of a Blue Orphanage     | — | — | Erstveröffentlichung: 10. März 1972                              |
| 1973 | Vagabonds of the Western World | — | — | Erstveröffentlichung: 21. September 1973 letztes Album bei Decca |
| 1974 | Nightlife                      | — | — | erstes Album bei Vertigo                                         |
| 1975 | Fighting                       | UK60 (1 Wo.)UK | — | Erstveröffentlichung: 12. September 1975                         |
| 1976 | Jailbreak                      | UK10 Gold · (50 Wo.)UK | US18 Gold · (28 Wo.)US | Erstveröffentlichung: 26. März 1976                              |
| 1976 | Johnny the Fox                 | UK11 Gold · (23 Wo.)UK | US52 (11 Wo.)US | Erstveröffentlichung: 29. Oktober 1976                           |
| 1977 | Bad Reputation                 | UK4 Gold · (9 Wo.)UK | US39 (11 Wo.)US | Erstveröffentlichung: 2. September 1977                          |
| 1979 | Black Rose – A Rock Legend     | UK2 Gold · (21 Wo.)UK | US81 (12 Wo.)US | Erstveröffentlichung: 13. April 1979                             |
| 1980 | Chinatown                      | UK7 Silber · (7 Wo.)UK | US120 (10 Wo.)US | Erstveröffentlichung: 10. Oktober 1980                           |
| 1981 | Renegade                       | UK38 (8 Wo.)UK | US157 (11 Wo.)US | Erstveröffentlichung: 15. November 1981                          |
| 1983 | Thunder and Lightning          | UK4 Silber · (11 Wo.)UK | US159 (5 Wo.)US |                                                                  |

### Livealben
| Jahr | Titel                                                        | Höchstplatzierung, Gesamtwochen, AuszeichnungChartplatzierungen (Jahr, Titel, Platzierungen, Wochen, Auszeichnungen, Anmerkungen) | Höchstplatzierung, Gesamtwochen, AuszeichnungChartplatzierungen (Jahr, Titel, Platzierungen, Wochen, Auszeichnungen, Anmerkungen) | Höchstplatzierung, Gesamtwochen, AuszeichnungChartplatzierungen (Jahr, Titel, Platzierungen, Wochen, Auszeichnungen, Anmerkungen) | Höchstplatzierung, Gesamtwochen, AuszeichnungChartplatzierungen (Jahr, Titel, Platzierungen, Wochen, Auszeichnungen, Anmerkungen) | Höchstplatzierung, Gesamtwochen, AuszeichnungChartplatzierungen (Jahr, Titel, Platzierungen, Wochen, Auszeichnungen, Anmerkungen) | Anmerkungen |
| Jahr | Titel                                                        | DE | CH | US | UK | IE | Anmerkungen |
| ---- | ------------------------------------------------------------ | --- | --- | --- | --- | --- | --- |
| 1978 | Live and Dangerous                                           | DE11 (4 Wo.)DE | CH27 (2 Wo.)CH | US84 (12 Wo.)US | UK2 Platin · (64 Wo.)UK | IE23 (15 Wo.)IE | Erstveröffentlichung: 2. Juni 1978 aufgenommen im November 1976, Oktober 1977 und März 1978 in London und Philadelphia |
| 1983 | Life                                                         | — | — | US185 (3 Wo.)US | UK29 (6 Wo.)UK | — | Erstveröffentlichung: 17. Oktober 1983 aufgenommen im März 1983 in London                                              |
| 2004 | At Rockpalast                                                | DE78 (1 Wo.)DE | — | — | — | IE— GoldIE | DVD mit dem Auftritt beim Rockpalast 1981                                                                              |
| 2009 | Still Dangerous: Live at the Tower Theater Philadelphia 1977 | — | — | — | UK98 (1 Wo.)UK | — | Erstveröffentlichung: 2. März 2009 Konzert-Kompilation                                                                 |
| 2011 | At the BBC                                                   | — | — | — | — | IE50 (2 Wo.)IE | Live-Kompilation (als Doppel-CD oder 6-CD-Box+DVD)                                                                     |

grau schraffiert: keine Chartdaten aus diesem Jahr verfügbar
Weitere Livealben
- 1980: Live Tapes (limitierte Mini-LP mit den Stücken Bad Reputation, Chinatown, Got to Give It Up und Dear Miss Lonely Hearts)
- 1986: Live for Ireland (Live-Sampler mit dem 1985 eingespielten Song Don’t Believe a Word)
- 1992: BBC Radio 1 Live in Concert (aufgenommen im August 1983 in Reading)
- 1994: The Peel Sessions (Auftritte in der BBC-Radio-Sendung von John Peel zwischen 1972 und 1977)
- 2000: One Night Only (ehemalige Thin-Lizzy-Mitglieder spielen Thin-Lizzy-Songs)
- 2003: The Boys Are Back in Town: Live in Australia 1978 (aufgenommen im Oktober 1978 in Sydney, mit Gary Moore)
- 2008: UK Tour 75 (aufgenommen im November 1975 in Derby, mit Brian Robertson)
- 2009: Still Dangerous (aufgenommen im Oktober 1977 in Philadelphia)
- 2011: Live in London (aufgenommen im Januar 2011 in London)
- 2011: High Voltage (aufgenommen am 23. Juli 2011 in London)
- 2012: Live 2012 (aufgenommen am 29. November 2012 in O2 Academy, Bournemouth)

### Kompilationen
| Jahr | Titel                                                                   | Höchstplatzierung, Gesamtwochen, AuszeichnungChartplatzierungen (Jahr, Titel, Platzierungen, Wochen, Auszeichnungen, Anmerkungen) | Höchstplatzierung, Gesamtwochen, AuszeichnungChartplatzierungen (Jahr, Titel, Platzierungen, Wochen, Auszeichnungen, Anmerkungen) | Höchstplatzierung, Gesamtwochen, AuszeichnungChartplatzierungen (Jahr, Titel, Platzierungen, Wochen, Auszeichnungen, Anmerkungen) | Höchstplatzierung, Gesamtwochen, AuszeichnungChartplatzierungen (Jahr, Titel, Platzierungen, Wochen, Auszeichnungen, Anmerkungen) | Höchstplatzierung, Gesamtwochen, AuszeichnungChartplatzierungen (Jahr, Titel, Platzierungen, Wochen, Auszeichnungen, Anmerkungen) | Höchstplatzierung, Gesamtwochen, AuszeichnungChartplatzierungen (Jahr, Titel, Platzierungen, Wochen, Auszeichnungen, Anmerkungen) | Anmerkungen |
| Jahr | Titel                                                                   | DE | AT | CH | US | UK | IE | Anmerkungen |
| ---- | ----------------------------------------------------------------------- | --- | --- | --- | --- | --- | --- | --- |
| 1981 | The Adventures of Thin Lizzy – The Hit Singles Collection               | — | — | — | — | UK6 (13 Wo.)UK | — | Singles-Kompilation |
| 1987 | The Best of Phil Lynott and Thin Lizzy: Soldier of Fortune              | — | — | — | — | UK55 Gold · (10 Wo.)UK | — | enthält Solostücke von Phil Lynott und Gary Moore                                                                             |
| 1991 | Dedication – The Very Best of Thin Lizzy                                | — | — | — | — | UK8 (17 Wo.)UK | — | |
| 1996 | Wild One – The Very Best Of                                             | — | — | — | — | UK18 Gold · (11 Wo.)UK | IE9 (183 Wo.)IE | in Irland Platzierungen ab 2000                                                                                               |
| 2001 | Vagabonds, Kings, Warriors, Angels                                      | — | — | — | — | — | IE61 (2 Wo.)IE | 4-CD-Boxset |
| 2004 | Greatest Hits                                                           | — | — | — | — | UK3 Platin · (17 Wo.)UK | IE2 ×3Dreifachplatin · (142 Wo.)IE                                                                                                | |
| 2011 | Waiting for an Alibi – The Collection                                   | — | — | — | — | UK— GoldUK | IE5 (100 Wo.)IE | Erstveröffentlichung: 4. April 2011                                                                                           |
| 2019 | Black Rose – A Rock Legend                                              | — | — | — | — | — | IE58 (1 Wo.)IE | Doppel-LP mit einem 40th Anniversary Remaster des Albums von 1979 und weiteren Demoversionen anlässlich des Record Store Days |
| 2020 | The Essential                                                           | — | — | — | — | UK16 (4 Wo.)UK | IE88 (1 Wo.)IE | Erstveröffentlichung: 12. Juni 2020                                                                                           |
| 2020 | Rock Legends                                                            | DE47 (1 Wo.)DE | — | — | — | UK71 (1 Wo.)UK | IE18 (2 Wo.)IE | Erstveröffentlichung: 23. Oktober 2020                                                                                        |
| 2022 | The Boys Are Back in Town – Live at the Sydney Opera House October 1978 | DE19 (1 Wo.)DE | — | — | — | — | — | Erstveröffentlichung: 1. Juli 2022                                                                                            |
| 2024 | 1976                                                                    | DE12 (1 Wo.)DE | — | — | — | — | — | Erstveröffentlichung: 27. September 2024                                                                                      |
| 2025 | The Acoustic Sessions                                                   | DE26 (1 Wo.)DE | AT68 (1 Wo.)AT | CH48 (1 Wo.)CH | — | UK90 (1 Wo.)UK | IE20 (1 Wo.)IE | Erstveröffentlichung: 24. Januar 2025                                                                                         |

grau schraffiert: keine Chartdaten aus diesem Jahr verfügbar
Weitere Kompilationen
- 1976: Remembering Part 1
- 1979: The Continuing Saga of the Ageing Orphans (Neubearbeitungen von Songs aus der Zeit von 1971 bis 1974, mit Gary Moore)
- 1981: Lizzy Killers (nur in Europa veröffentlicht, UK: Silber)
- 1990: The Collection (UK: Silber)
- 1991: Dedication (der Demo-Song Dedication von Lynott wurde posthum durch Gorham und Downey vervollständigt)
- 1993: Rockers
- 1996: Whiskey in the Jar (UK: Silber)
- 2001: Thin Lizzy & Phil Lynott, The Boys Are Back in Town

### Singles
| Jahr | Titel Album                                            | Höchstplatzierung, Gesamtwochen, AuszeichnungChartplatzierungen (Jahr, Titel, Album, Platzierungen, Wochen, Auszeichnungen, Anmerkungen) | Höchstplatzierung, Gesamtwochen, AuszeichnungChartplatzierungen (Jahr, Titel, Album, Platzierungen, Wochen, Auszeichnungen, Anmerkungen) | Höchstplatzierung, Gesamtwochen, AuszeichnungChartplatzierungen (Jahr, Titel, Album, Platzierungen, Wochen, Auszeichnungen, Anmerkungen) | Höchstplatzierung, Gesamtwochen, AuszeichnungChartplatzierungen (Jahr, Titel, Album, Platzierungen, Wochen, Auszeichnungen, Anmerkungen) | Anmerkungen |
| Jahr | Titel Album                                            | DE | US | UK | IE | Anmerkungen |
| ---- | ------------------------------------------------------ | --- | --- | --- | --- | --- |
| 1972 | Whiskey in the Jar –                                   | DE7 (24 Wo.)DE | — | UK6 (12 Wo.)UK | IE1 (17 Wo.)IE | Erstveröffentlichung: 3. November 1972 Traditional                                                                                      |
| 1973 | Randolph’s Tango –                                     | — | — | — | IE14 (6 Wo.)IE | Erstveröffentlichung: 4. Mai 1973 Autor: Philip Lynott                                                                                  |
| 1973 | The Rocker Vagabonds Of The Western World              | — | — | — | IE11 (4 Wo.)IE | Erstveröffentlichung: 9. November 1973 Autoren: Eric Bell, Brian Downey, Philip Lynott                                                  |
| 1976 | The Boys Are Back in Town Jailbreak                    | — | US12 (17 Wo.)US | UK8 Platin · (10 Wo.)UK | IE1 (10 Wo.)IE | Erstveröffentlichung: 23. April 1976 Autor: Philip Lynott Platz 499 der Rolling Stone 500 (2004) 1991 wiederveröffentlicht, siehe unten |
| 1976 | Jailbreak                                              | — | — | UK31 (4 Wo.)UK | — | Erstveröffentlichung: 6. August 1976 Autor: Philip Lynott                                                                               |
| 1976 | Cowboy Song Jailbreak                                  | — | US77 (8 Wo.)US | — | — | Erstveröffentlichung: 29. September 1976 Autoren: Brian Downey, Philip Lynott                                                           |
| 1977 | Don’t Believe a Word Johnny The Fox                    | — | — | UK12 (7 Wo.)UK | IE2 (6 Wo.)IE | Erstveröffentlichung: 7. Januar 1977 Autor: Philip Lynott                                                                               |
| 1977 | Dancing in the Moonlight Bad Reputation                | — | — | UK14 (8 Wo.)UK | IE4 (8 Wo.)IE | Erstveröffentlichung: 29. Juli 1977 Autor: Philip Lynott                                                                                |
| 1978 | Rosalie / Cowgirl’s Song (Medley) –                    | — | — | UK20 (13 Wo.)UK | IE14 (3 Wo.)IE | Erstveröffentlichung: 28. April 1978 Original/Autor von Rosalie: Bob Seger (1972)                                                       |
| 1979 | Waiting for an Alibi Black Rose (A Rock Legend)        | — | — | UK9 (8 Wo.)UK | IE6 (6 Wo.)IE | Erstveröffentlichung: 23. Februar 1979 Autor: Philip Lynott                                                                             |
| 1979 | Do Anything You Want To Black Rose (A Rock Legend)     | — | — | UK14 (9 Wo.)UK | IE25 (2 Wo.)IE | Erstveröffentlichung: 8. Juni 1979 Autor: Philip Lynott                                                                                 |
| 1979 | Sarah Black Rose (A Rock Legend)                       | — | — | UK24 (13 Wo.)UK | IE26 (3 Wo.)IE | Erstveröffentlichung: 30. September 1979 Autoren: Philip Lynott, Gary Moore                                                             |
| 1980 | Chinatown                                              | — | — | UK21 (9 Wo.)UK | IE12 (6 Wo.)IE | Erstveröffentlichung: 19. Mai 1980 Autoren: Philip Lynott, Scott Gorham, Brian Downey, Snowy White                                      |
| 1980 | Killer on the Loose Chinatown                          | — | — | UK10 (7 Wo.)UK | IE5 (5 Wo.)IE | Erstveröffentlichung: 23. September 1980 Autor: Philip Lynott                                                                           |
| 1981 | Killers Live (EP) –                                    | — | — | UK19 (7 Wo.)UK | IE11 (4 Wo.)IE | Erstveröffentlichung: 30. April 1981 enthält Liveaufnahmen von Are You Ready, Dear Miss Lonely Hearts, Bad Reputation                   |
| 1981 | Trouble Boys –                                         | — | — | UK53 (4 Wo.)UK | IE30 (1 Wo.)IE | Erstveröffentlichung: 7. Juli 1981 Autor: Billy Bremner                                                                                 |
| 1982 | Hollywood (Down on Your Luck) Renegade                 | — | — | UK53 (3 Wo.)UK | — | Erstveröffentlichung: 13. Januar 1982 Autoren: Philip Lynott, Scott Gorham                                                              |
| 1983 | Cold Sweat Thunder And Lightning                       | — | — | UK27 (5 Wo.)UK | IE23 (2 Wo.)IE | Erstveröffentlichung: 3. Februar 1983 Autoren: Philip Lynott, John Sykes                                                                |
| 1983 | Thunder and Lightning Thunder And Lightning            | — | — | UK39 (2 Wo.)UK | IE22 (1 Wo.)IE | Erstveröffentlichung: 23. April 1983 Autoren: Brian Downey, Philip Lynott                                                               |
| 1983 | The Sun Goes Down (Living It Up) Thunder And Lightning | — | — | UK52 (3 Wo.)UK | — | Erstveröffentlichung: 25. Juli 1983 Autoren: Philip Lynott, Darren Wharton                                                              |
| 1991 | Dedication –                                           | — | — | UK35 (3 Wo.)UK | IE2 (5 Wo.)IE | Erstveröffentlichung: 26. Januar 1991 Autoren: Laurence Archer, Philip Lynott                                                           |
| 1991 | The Boys Are Back in Town –                            | — | — | UK63 (2 Wo.)UK | IE16 (1 Wo.)IE | Wiederveröffentlichung des Songs von 1976                                                                                               |

Weitere Singles
- 1970: The Farmer
- 1971: Dublin
- 1974: Little Darling
- 1974: Philomena
- 1975: Showdown (USA)
- 1975: Rosalie
- 1975: Wild One
- 1976: Rocky
- 1977: Johnny the Fox Meets Jimmy the Weed (USA)
- 1983: Don’t Believe a Word (live)

### Videoalben
- 2005: Greatest Hits (UK: Gold)
- 2006: The Thunder and Lightning Tour – Live 1983
- 2007: Live and Dangerous (UK: Gold)
- 2007: Up Close and Personal
- 2007: The Rocker: A Portrait of Thin Lizzy’s Philip Lynott
- 2012: Live at the National Stadium Dublin 1975